# پاسخ گذرا

نوسان میرا یک پاسخ گذرای رایج است که در آن خروجی تا زمان رسیدن به حالت دائمی به نوسان خود ادامه می‌دهد. تصویر نشان‌دهندهٔ یک پاسخ گذرای زیرمیرا است.

در مهندسی برق، پاسخ گذرا (Transient response) به قسمتی از پاسخ کامل گفته می‌شود که در مقادیر بزرگ {\displaystyle t} (زمان) به صفر میل می‌کند. مجموع پاسخ گذرا و پاسخ حالت دائمی یک سیستم، پاسخ کامل آن سیستم را تشکیل می‌دهد. پاسخ گذرای مدار الکتریکی، حاصل شرایط اولیهٔ مدار و ورودی آن است. بر خلاف پاسخ دائمی که تنها از پاسخ حالت صفر تشکیل می‌شود و تنها به ورودی بستگی دارد، پاسخ گذرا می‌تواند از دو بخشِ پاسخ حالت صفر و پاسخ ورودی صفر تشکیل شده باشد.
در بعضی از مدارهای ساده می‌توان ورودی را به گونه‌ای انتخاب کرد که پاسخ حالت گذرای مدار  حذف شود. برای این کار ولتاژ دو سر خازن و جریان سلف نباید به صورت لحظه‌ای تغییر کنند.

## مشخصه‌ها
```

پاسخ زیرمیرای مرتبهٔ دوم و مشخصه‌های رایج آن

گذرای سامانه‌های کنترلی عملی معمولاً به صورت نوسان میرا هستند. برای توصیف پاسخ گذرای یک سامانهٔ کنترلی به ورودی معمولاً از تعاریف زیر استفاده می‌شود:
[
۳
]
```

زمان تأخیر ({\displaystyle t_{d}})زمان لازم برای اینکه پاسخ سیستم برای اولین بار به ۵۰٪ مقدار نهایی خود برسد.
زمان افزایش یا زمان صعود ({\displaystyle t_{r}})زمان لازم برای آنکه پاسخ سیستم از ۱۰٪ مقدار نهایی به ۹۰٪ برسد (معمولاً در سامانه‌های تندمیرا استفاده می‌شود). برای سامانه‌های زیرمیرا معمولاً از مقادیر ۰ تا ۱۰۰٪ استفاده می‌شود.
زمان اوج ({\displaystyle t_{p}})زمان لازم برای رسیدن به نخستین قلهٔ فراجهش.
درصد بیشینهٔ فراجهش ({\displaystyle M_{p}})بالاترین نقطهٔ منحنی پاسخ است و معمولاً به صورت درصد فاصلهٔ آن تا مقدار پاسخ حالت دائم سنجیده می‌شود.
زمان نشست ({\displaystyle t_{s}})زمان لازم برای اینکه دامنهٔ نوسان پاسخ گذرا به درصد مشخصی (معمولاً ۲ یا ۵ درصد) از پاسخ دائمی محدود شود و دیگر از آن تجاوز نکند.